# Encephalartos gratus
Encephalartos gratus Prain, 1916 è una pianta appartenente alla famiglia delle Zamiaceae, diffusa in Malawi e Mozambico.

## Descrizione

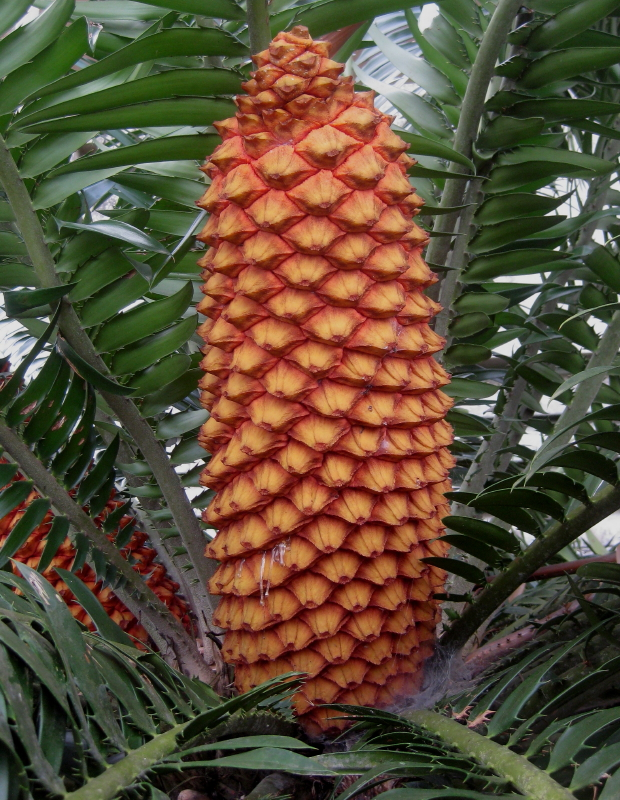
Cono femminile

È una cicade con fusto solitario, globoso, alto sino a 1,2 m e con diametro di 60 cm, ricoperto da catafilli triangolari, tomentosi.
Le foglie, pennate, arcuate, lunghe 90–180 cm, sono disposte a corona all'apice del fusto e sono rette da un picciolo lungo 10–12 cm; sono composte da 30-70 paia di foglioline lanceolate, con margine intero, lunghe mediamente 18–26 cm, ridotte a spine verso la base del picciolo.
È una specie dioica con esemplari maschili che presentano da 1 a 5 coni fusiformi, lunghi 30–40 cm e larghi 7–10 cm, peduncolati, di colore rosso brunastro, tomentosi, ed esemplari femminili che possono presentare sino a 10 coni cilindrici, lunghi 55–68 cm e con diametro di 15–20 cm, di colore giallo oro.
I semi sono oblunghi, lunghi 30–37 mm, ricoperti da un tegumento rosso vermiglio.

## Distribuzione e habitat
L'areale di questa specie si estende dal Malawi sud-orientale al Mozambico nord-occidentale.
Cresce su substrati rocciosi, spesso in prossimità dei corsi d'acqua, in aree con abbondanti precipitazioni (1000–1750 mm all'anno), ad altitudini comprese tra 625 e 925 m.

## Conservazione
La IUCN Red List classifica E. gratus come specie vulnerabile.

La specie è inserita nella Appendice I della Convention on International Trade of Endangered Species (CITES)